# Samtgemeinde Eilsen
De Samtgemeinde Eilsen is een Samtgemeinde in de Duitse deelstaat Nedersaksen. Het is een samenwerkingsverband van vijf kleinere gemeenten in het zuidwesten van de Landkreis Schaumburg. Het bestuur is gevestigd in Bad Eilsen.

## Deelnemende gemeenten
1. Ahnsen, oppervlakte 343 hectare, per 31 december 2021 987 inwoners
2. Bad Eilsen, een kuuroord, oppervlakte 246 hectare, per 31 december 2021 2.569 inwoners
3. Buchholz[2], oppervlakte 176 hectare, per 31 december 2021 742 inwoners
4. Heeßen, oppervlakte 190 hectare, per 31 december 2021 1.419 inwoners
5. Luhden, inclusief het dorpje Schermbeck, oppervlakte 435 hectare, per 31 december 2021 1.112 inwoners

## Ligging en infrastructuur

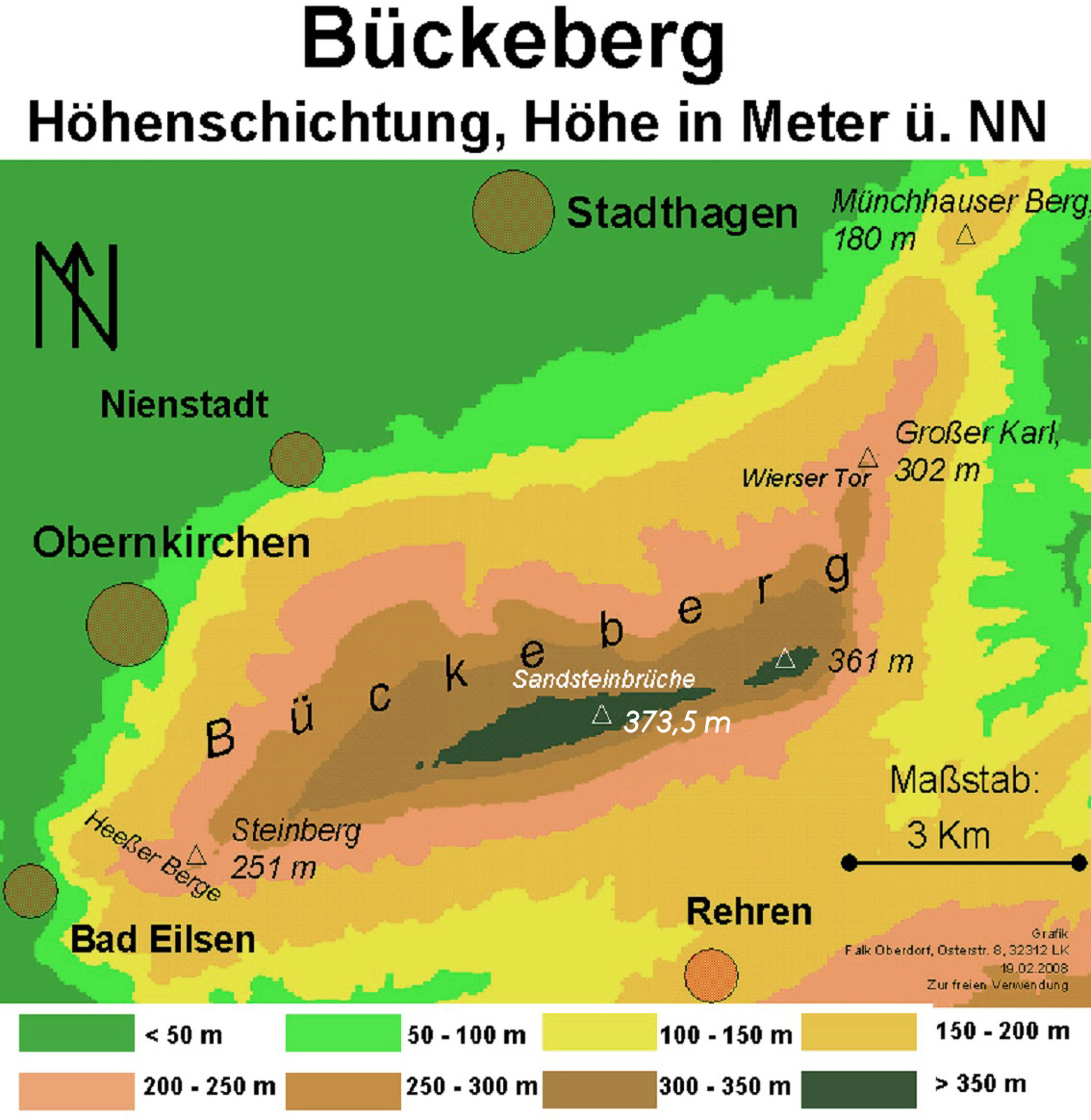
De heuvelrug Bückeberg
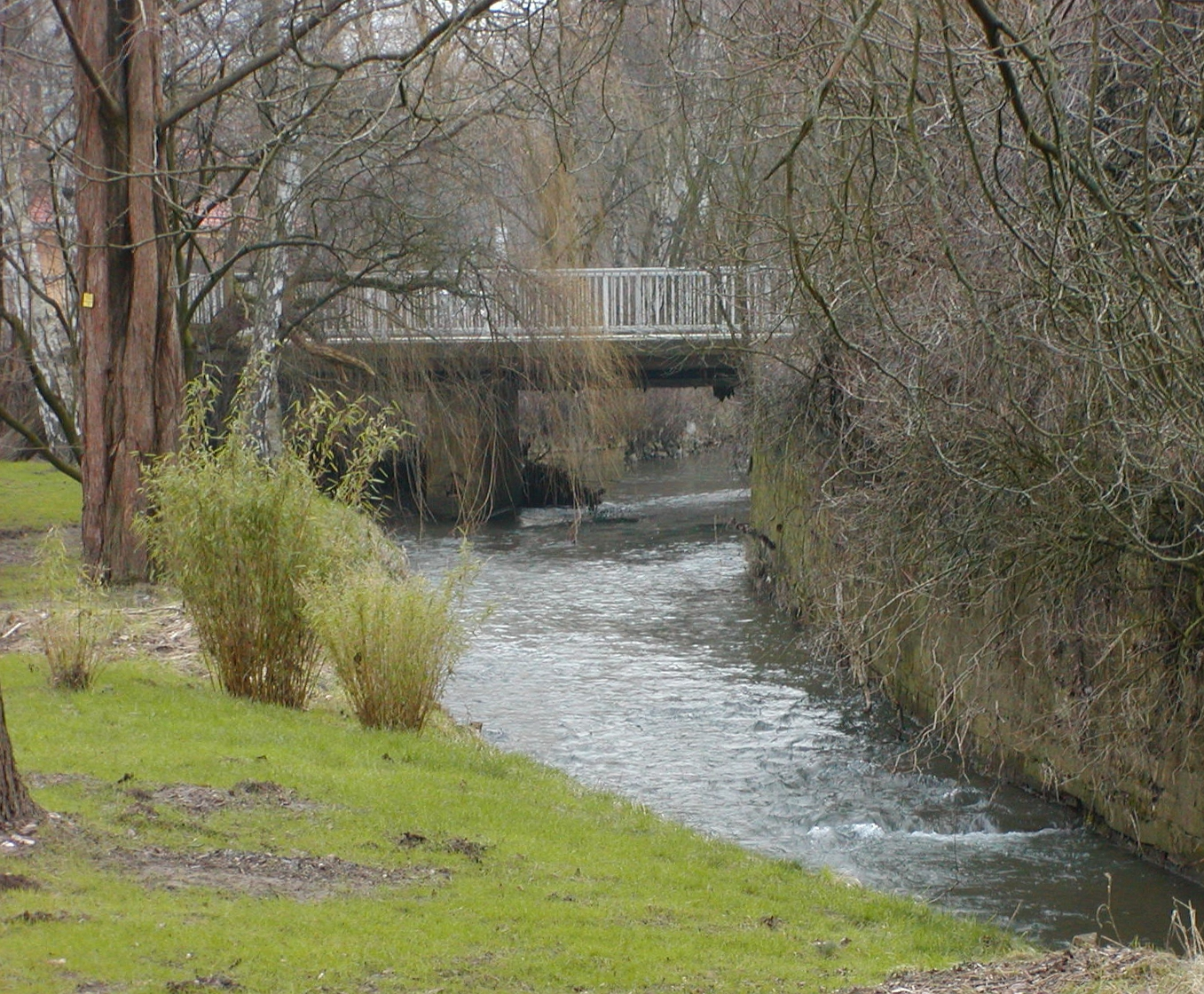
De Aue in het kuurpark van Bad Eilsen
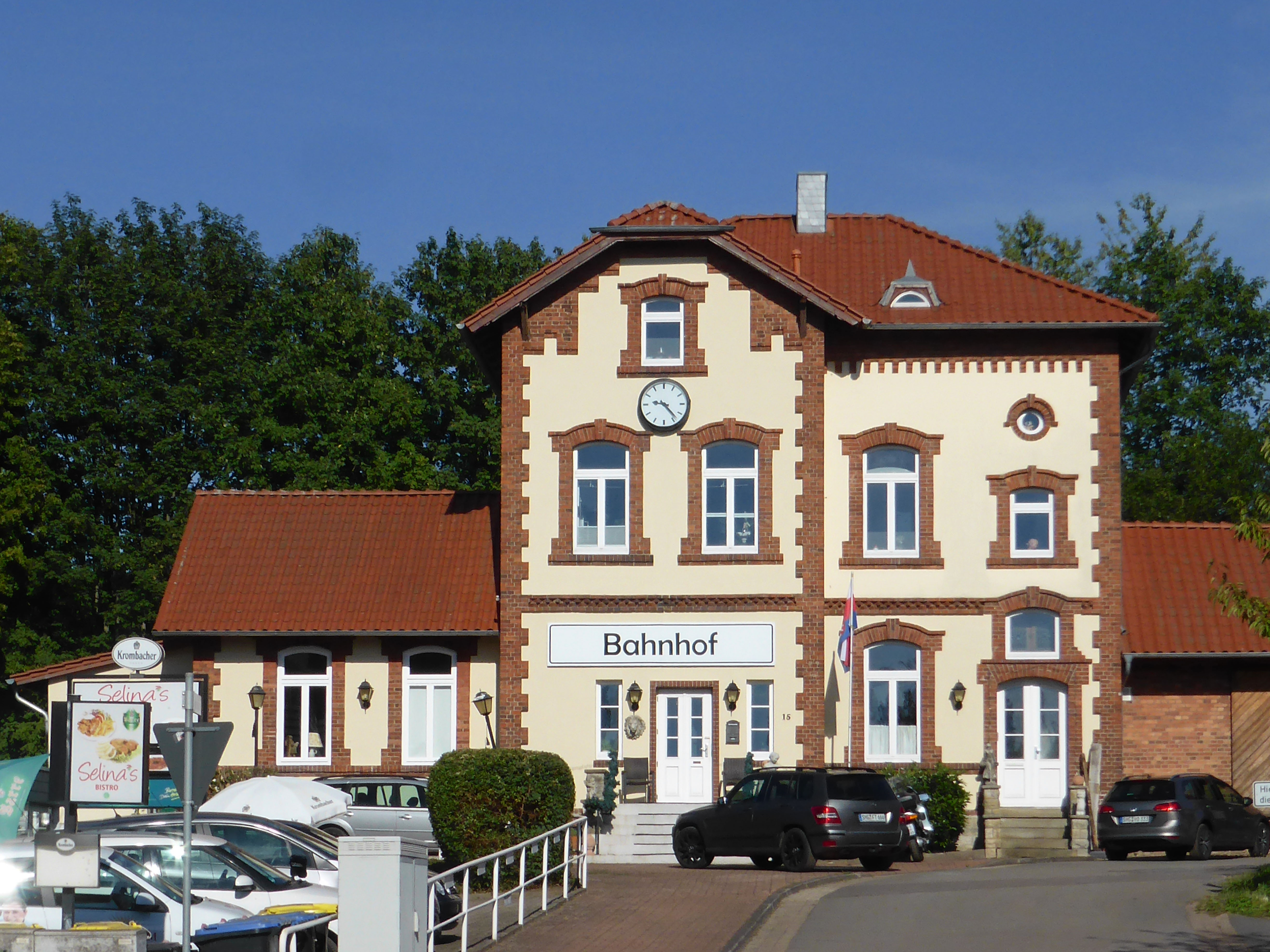
Station Bad Eilsen

De Samtgemeinde Eilsen ligt te midden van tot het Wezerbergland behorende heuvelruggen, waaronder de Bückeberg ten oosten van Bad Eilsen. Ten westen van Bad Eilsen ligt een beboste heuvel met de naam Harrl. Door de gemeente stroomt de Aue, een zijrivier van de Wezer.

### Infrastructuur
Door de gemeente loopt, in west-oost-richting, de autosnelweg A2. Afrit 35 van deze Autobahn ligt vlakbij Luhden; de Autobahn kruist hier de van noordwest naar zuidoost lopende Bundesstraße 83 of B83. Ten noordwesten van Bad Eilsen, in Bückeburg, takt deze B83 van de belangrijke oost-westverbinding B65 af.
Door de gemeente loopt sinds 1900 een spoorlijn, die tot 1961 belangrijk was voor met name transport van gedolven steenkool uit mijnen bij Obernkirchen. Deze 20 km lange spoorlijn Rinteln-Stadthagen wordt sinds 1965 niet meer voor regulier reizigersvervoer gebruikt. Het is een goederen- en museumspoorlijn. Twee verschillende organisaties, waarvan er één over een stoomtrein beschikt (Dampfeisenbahn), verzorgen van tijd tot tijd toeristische ritten, waarbij ook het station van Bad Eilsen wordt aangedaan. Dichtbij dit station is verder een halteplaats voor bussen, waaronder streekbussen naar Rinteln, Stadthagen en Bückeburg. Vanuit Station Rinteln of Station Stadthagen kan men dan verder per trein reizen.

### Buurgemeentes
- In het westen, bij Luhden: o.a. Kleinenbremen, gemeente Porta Westfalica, deelstaat Noordrijn-Westfalen
- In het noordwesten: Bückeburg
- In het noordoosten: Obernkirchen
- In het oosten, bij Buchholz: Bernsen, gemeente Auetal
- In het zuiden: Rinteln.

### Economie
De gemeentelijke economie steunt vooral op het toerisme, vanwege het natuurschoon in het omliggende heuvelland, en het kuurbedrijf in het kuuroord Bad Eilsen.

## Geschiedenis

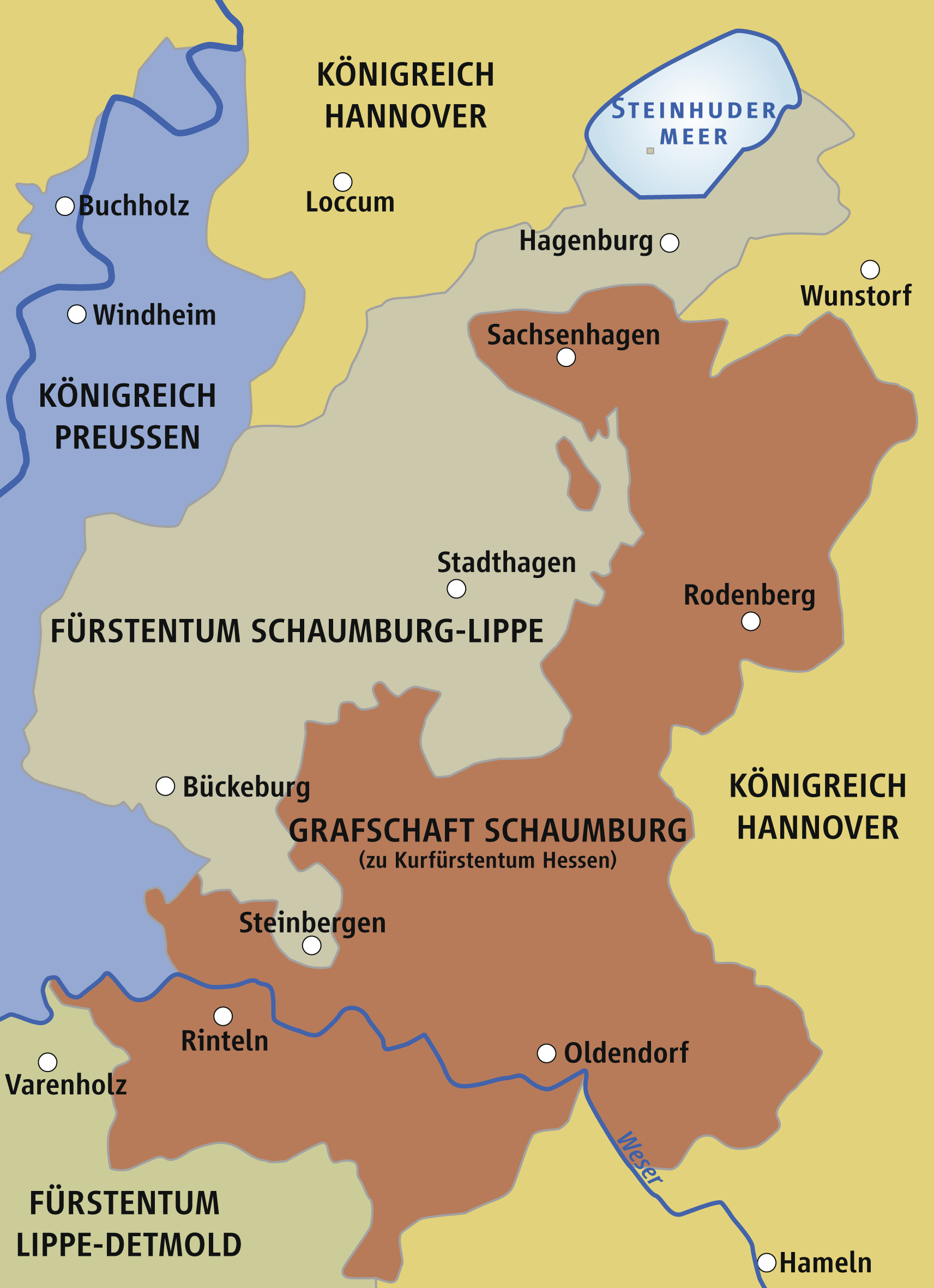
Graafschappen Schaumburg-Lippe bij de deling in 1640

De in de huidige gemeente liggende plaatsen behoorden in de 16e en 17e eeuw oorspronkelijk tot het Graafschap Schaumburg, en werd bij de deling daarvan in 1640 toegewezen aan het Graafschap Schaumburg-Lippe. Deze situatie duurde tot aan de Napoleontische tijd.
Zie verder de artikelen over de vijf tot de Samtgemeinde behorende deelgemeenten.